# 修道院街站
修道院街站（英語：Abbey Street）是一個位於愛爾蘭都柏林市中心修道院街的都柏林轻轨站，在2004年通車，車站附近是奥康奈尔街和馬爾伯勒街，能夠到達奥康奈尔購物地帶，都柏林尖塔和艾比剧院。
在紅線通車時，與绿线並不相鄰，離最綠線最近的車站圣斯蒂芬绿地有一公里之距。2017年，綠線往北延伸的工程完工，使乘客能夠快速地往奧康奈爾街郵政總局站轉換列車北行或在馬爾伯勒站往南行方向。